# 亚当·佩什卡
亚当·佩什卡（捷克語：Adam Peška，1997年4月8日—），捷克男子硬地滚球运动员。他曾代表捷克参加2020年夏季残疾人奥林匹克运动会硬地滚球比赛，获得单人BC3级金牌。